# Џуди Блум
Џудит Блум (рођена Сасман; 12. фебруар 1938) је америчка списатељица белетристике за децу, младе и одрасле. Блум је почела писати 1959. године и од тада је објавила више од 25 романа. Нека од њених најпознатијих дела су Are You There God? It's Me, Margaret (Јеси ли ту, Боже? Ја сам, Маргарет) (1970), Tales of a Fourth Grade Nothing (Приче из четвртог разреда Ништа) (1972), Deenie (Дини) (1973) и Blubber (1974). Њене књиге су значајно допринеле књижевности за децу и младе.
Блум је рођена и одрасла у Елизабету, Њу Џерзи, а дипломирала је на Универзитету Њујорк 1961. Као покушај да се забави у улози домаћице, Блум је започела писање прича. Током свог живота Блум се удавала три пута. До 2020. године имала је троје деце и једног унука.
Као један од првих аутора који су написали романе за младе о контроверзним темама, укључујући мастурбацију, менструацију, тинејџерски секс, контролу рађања и смрт, Блум је била катализатор кретања контроверзних тема изражених у литератури за децу и младе. Њени романи продати су у преко 82 милиона примерака и преведени су на 32 језика.
Добитница је многих награда за своје стваралаштво, укључујући награду Америчког удружења библиотека (АЛА) Маргарет А. Едвардс 1996. године за допринос књижевности за младе. Призната је као Жива Легенда Конгресне библиотеке, а такође је 2004. године награђена медаљом Националне фондације књига за изузетан допринос америчкој књижевности.
Њени романи су веома популарни и веома вољени. Многи хвале Блумине романе за подучавање деце и младих о њиховом телу. Међутим, зреле теме у Блуминим књигама изазвале су критике и контроверзе. АЛА је Блум именовала за једну од најчешће изазиваних аутора 21. века. Било је и неколико медијских адаптација Блуминих романа. Најпознатија адаптација је њеног романа Тигрове очи који је претворен у филм 2012. године, а Вила Холанд глуми Дејви.

## Живот

### Младост
Блум је рођена 12. фебруара 1938. године, и одрасла у Елизабету у држави Њу Џерзи, као ћерка домаћице Естер Сасман (рођене Розенфелд) и стоматолога Рудолфа Сасмана. Има брата Дејвида, који је старији пет година. Њена породица је била културно јеврејска. Блум је била сведок недаћа и смрти током свог детињства. У трећем разреду, Блумин старији брат имао је инфекцију бубрега због чега су се Блум, њен брат и мајка привремено преселили на Мајами Бич да би му помогли да се опорави. Блумин отац је остао да настави са послом. Поред тога, 1951. и 1952. догодиле су се три авионске несреће у њеном родном граду Елизабет. У падовима је погинуло 118 људи, а Блумин отац, који је био зубар, помогао је да се идентификују непрепознатљиви остаци. Блум каже да је ове успомене „сахранила“ док није започела писање свог романа из 2015. године „У невероватном догађају“, чија се радња врти око падова. Током свог детињства Блум је учествовала у многим креативним активностима попут плеса и клавира. Блум своју љубав према читању приписује особини коју су јој пренели њени родитељи. Сећала се како је већи део свог детињства провела у стварању прича у својој глави. Упркос љубави према причама, Блум као дете није сањала да буде писац.
Завршила је средњу школу Батин 1956. године, а затим се уписала на Бостонски универзитет. Неколико недеља након првог семестра, дијагностикована јој је мононуклеоза и на кратко је напустила школу. 1959. године Блумин отац је умро. Касније те исте године, 15. августа 1959. године, удала се за адвоката Џона М. Блума, кога је упознала још као студент Универзитета у Њујорку. Блум је дипломирала на Универзитету у Њујорку 1961. године са дипломом из образовања.

### Каснији живот
Након факултета, рођена је Блумина ћерка Ренди Ли Блум и Блум је постала домаћица. 1963. родила је сина Лоренса Ендрјуа Блума. Блум је почела писати када су њена деца кренула у вртић. Џон М. Блум и Јуди Блум развели су се 1975. године, а Џон је умро је 20. септембра 2020. Убрзо након раздвајања, упознала је Томаса А. Киченса, физичара. Пар се венчао 1976. године и преселили су се у Нови Мексико због његовог посла. Развели су се 1979.
Неколико година касније, заједнички пријатељ упознао ју је са Џорџом Купером, бившим професором права који је постао писац. Блум и Купер венчали су се 1987. Купер има ћерку Аманду из претходног брака са којом је Блум врло блиска.
У августу 2012. године, Блум је објавила да јој је дијагностикован рак дојке након што је прошла рутински ултразвук пре одласка на петонедељно путовање у Италију. Шест недеља након дијагнозе, Блум је прошла мастектомију и реконструкцију дојке. Блум се након ове операције опоравила.
Ренди Блум је постала терапеут са суб-специјалношћу помагања писцима да доврше своја дела. Има једно дете, Елиота Кефарта, који је заслужан за подстицање своје баке, Јуди Блум, да напише најновије "Fudge" књиге. Лоренс Блум је сада филмски режисер, продуцент и писац. До 2020. године, Купер и Блум су и даље били у браку и боравили су у Ки Весту.

## Каријера
Блум је започела писање на течајевима Универзитета у Њујорку када су њена деца похађала предшколску установу. Након две године одбијања издавача, Блум је објавила своју прву књигу The One in the Middle Is the Green Kangaroo (Онај у средини је зелени кенгур) 1969. Годину дана касније, Блум је објавила своју другу књигу, Iggie's House (Игијева кућа) (1970), која је првобитно написана као прича у часопису Trailblazer, али је Блум потом приредила у књигу. Деценија која је уследила показала се као њена најплоднија, објављено је још 13 књига. Њена трећа књига била је Јеси ли ту, Боже? Ја сам, Маргарет. (1970) што је био продорни бестселер и уводни роман у литератури за младе. Јеси ли ту Боже? Ја сам, Маргарет поставио је Блум као водећи глас у књижевности за младе. Неки од других Блуминих познатих романа током ове деценије били су Приче о четвртом разреду (1972), Otherwise Known as Sheila the Great(Иначе познатија као Шејла Велика) (1972) и Blubber (1974).
1975, Блум је објавила сада често забрањени роман Forever...(Заувек), који је био револуционаран у литератури за младе као први роман који је секс тинејџера приказао као нормалан. Блум је објаснила да ју је инспирисало да напише овај роман када је њена ћерка, тада стара 13 година, рекла да жели да прочита књигу у којој ликови имају секс, али после не умиру. Ови романи бавили су се сложеним темама као што су породични сукоб, насилништво, говор тела и сексуалност. Блум је рекла да пише о овим темама, посебно о сексуалности, јер је то оно за шта верује да деца морају да знају и о чему се питала као дете.
Након објављивања романа за децу и тинејџере, Блум се позабавила још једним жанром, за одрасле - стварношћу и смрћу. Њени романи Wifey (Женица) (1978) и Smart Women (Мудре жене) (1983) доспели су на врх листе најпродаванијих, часописа The New York Times. Wifey је постала бестселер са преко 4 милиона продатих примерака. Трећи Блумин роман за одрасле, Summer Sisters (Летње сестре) (1998), био је широко хваљен и продан у више од три милиона примерака. Упркос својој популарности, суочио се са пуно критика због свог сексуалног садржаја и укључивања хомосексуалних тема. Неколико Блуминих књига појављује се на листи најбољих светски најпродаванијих књига за децу. До 2020. године њене књиге продате су у преко 82 милиона примерака и преведене су на 32 језика. Иако Блум није објавила роман од 2015. године (In the Unlikely Event), она и даље пише. У октобру 2017. године, Универзитет Јејл је набавио Блумину архиву, која је обухватала неке необјављене ране радове.
Поред писања књига, Блум је била активиста против забрањених књига у Америци. Осамдесетих година, када су се њене књиге почеле суочавати са цензуром и контроверзама, почела је да се обраћа другим писцима, као и наставницима и библиотекарима, да се придруже борби против цензуре. То је навело Блум да се придружи Националној коалицији против цензуре која има за циљ заштиту слободе читања. До 2020. године Блум је и даље члан одбора Националне коалиције против цензуре. Такође је оснивач и повереник добротворне и образовне фондације под називом „Дечји фонд“. Блум ради и у одборима других организација, као што је Удружење аутора; Друштво писаца и илустратора за децу; Ки Вест књижевни семинар; и Национална коалиција против цензуре. 2018. године Блум и њен супруг отворили су непрофитну продавницу књига под називом Books & Books која се налази у Ки Весту.

## Радови

### Књиге за децу
- The One in the Middle is the Green Kangaroo (1969)
- Iggie’s House (1970)
- Tales of a Fourth Grade Nothing (1972)
- Otherwise Known as Sheila the Great (1972)
- It’s Not the End of the World (1972)
- The Pain and the Great One (1974)
- Blubber (1974)
- Starring Sally J. Freedman as Herself (1977)
- Freckle Juice (1978)
- Superfudge (1980)
- Just as Long as We’re Together (1986)
- Fudge-a-Mania (1990)
- Double Fudge (2002)
- Soupy Saturdays with the Pain and the Great One (2007)
- Cool Zone with the Pain and the Great One (2008)
- Going, Going, Gone! With the Pain and the Great One (2008)
- Friend or Fiend? With the Pain and the Great One (2008)[4]

### Књиге за младе
- Are You There God? It’s Me, Margaret (1970)
- Then Again, Maybe I Won’t (1971)
- Deenie (1973)
- Forever (1975)
- Tiger Eyes (1981)
- Here’s to You, Rachel Robinson (1993)
- Places I Never Meant to Be (1999)[4]

### Књиге за одрасле
- Wifey (1978)
- Smart Women (1983)
- Summer Sisters (1998)
- In the Unlikely Event (2015)[4]

### Заједничке кратке приче
- It’s Fine to Be Nine (2000)
- It’s Heaven to Be Seven (2000)[41]

### Не-фикција
- The Judy Blume Diary (1981)
- Letter to Judy: What Your Kids Wish They Could Tell You (1986)
- The Judy Blume Memory Book (1988)[4]

## Награде и почасти
Џуди Блум је освојила више од 90 књижевних награда, укључујући три награде за животно дело у Сједињеним Државама. 1994. године добила је награду Златна плоча Америчке академије достигнућа. Награда АЛА Маргарет А. Едвардс награђује једног аутора који је дао значајан допринос књижевности за младе. Блум је освојила годишњу награду 1996. године, а АЛА је приметила да је њена књига Forever..., објављена 1975. године, била револуционарна за први пут искрено приказивање заљубљених средњошколаца. У априлу 2000. Конгресна библиотека именовала ју је својом Живом легендом у категорији писаца и уметника због значајног доприноса америчкој културној баштини. Блум је добила титулу почасног доктора уметности на колеџу Mount Holyoke и била је главни говорник на њиховој почетној годишњој церемонији  2003. 2004. године добила је годишњу медаљу за истакнути допринос америчкој књижевности Националне фондације књига за обогаћивање америчког књижевног наслеђа. 2009. године, Национална коалиција против цензуре (НЦАЦ) одала је почаст Блум за њену доживотну посвећеност слободи говора и храбрости да се бори против цензуре у литератури. Блум је такође добила награду Е. Б. Вајт од Америчке академије уметности и књижевности за животно дело за дечју књижевност за 2017. годину. Године 2020. Блум је добила почасно признање за истакнуто служење књижевној заједници од стране Фондације ауторског удружења.

## Медијске адаптације
Прва медијска адаптација Блуминих романа била је продукција ТВ филма заснован на Блумином роману Заувек који је премијерно приказан на ЦБС 1978. године. Заувек је прича о две тинејџерке из средње школе које се први пут заљубе. Деценију касније, 1988. године, Блум и њен син написали су и извршили продукцију мале филмске адаптације Otherwise Known as Sheila the Great. Филм је касније приказан на АБЦ. 1995. произведена је Fudge ТВ серија заснована на Блумином роману Fudge-a-Mania. Емисија је трајала од 1995. до 1997. године, прва сезона емитована је на АБЦ, а друга на ЦБС.
2012. године Блумин роман Тигрове очи из 1981. адаптиран је за филм. Ово је био први од Блуминих романа који је успешно снимљен у филм приказан у биоскопима. Тигрове очи прича је о тинејџерки Дејви која се бори да се носи са изненадном смрћу свог оца. Сценарио су написали Блум и њен син Лоренс, који је уједно био и редитељ.
Блум је тема песме Аманде Палмер „Џуди Блум“ из 2018. године. Тематски, песма објашњава слушаоцу Блумину улогу у Амандином адолесцентном животу. Песма објашњава Блумине књиге које су утицале на Амандино разумевање интимних и женско усмерених тема као што су пубертет, менструација и мушки поглед, као и универзалне теме попут узнемиравања, поремећаја исхране, сиромаштва, туге и развода родитеља.